# Acianthera fumioi
Acianthera fumioi é  uma espécie de orquídea (Orchidaceae) originária da Bolívia, antigamente subordinada ao gênero Pleurothallis.

## Publicação e sinônimos
- Acianthera fumioi (T.Hashim.) Luer, Monogr. Syst. Bot. Missouri Bot. Gard. 95: 253 (2004).

Sinônimos homotípicos:
- Pleurothallis fumioi  T.Hashim., J. Jap. Bot. 46: 173 (1971).